# Paris (pel·lícula de 1926)
|  | Per a altres significats, vegeu «París». |

 París és una pel·lícula estatunidenca d'Edmund Goulding estrenada el 1926.

## Argument
Jerry, un jove milionari americà, es troba a París en un viatge de plaer. Per conèixer tota la ciutat, va al Birdcage Cafè, un lloc de mala fama. Allà, coneix una noia, però també provoca la ira gelosa del Gat que apunyala el seu rival. Rescatat per la noia, Jerry s'allotja a casa seva. El Gat, que és buscat per la policia, és persuadit per la jove a lliurar-se. Jerry s'enamora de la noia, i li dona diners i roba. Però la noia es nega a casar-se amb ell, dient-li que ell no pot comprar l'amor. Quan el gat surt de la presó, s'adona de la relació entre Jerry i la seva promesa, i de nou, tracta de matar-la. Jerry arriba just a temps per salvar-la: la lluita dels dos homes, mentre que la noia està inconscient a terra. Quan es desperta, plora, referint-se al Gat: "L'estimo". Els dos amants es reconcilien i Jerry es queda sol.

## Repartiment
- Charles Ray: Jerry
- Joan Crawford: La filla
- Douglas Gilmore: El gat
- Michael Visaroff: Rocco
- Rose Dione: Marcelle
- Jean Galeron: El pianista